# Torre de la Concordia
La Torre de la Concordia  o Torre Magás (en ingusetio:Barta гӏа, Magas гӏа) es un edificio de gran altura construido en el año 2013 en el centro de la capital de la República de Ingusetia, la ciudad de Magás, en estilo de una torre medieval ingusetia pero cuatro veces más grande. La altura de la Torre de la Concordia es de 100 metros. Es el edificio más alto de Ingusetia y también la torre de observación más alta del Cáucaso Norte. La torre de la Concordia es la principal atracción turística de las tierras bajas de la república.
La gran superficie y la disposición de las plantas de la torre permiten la celebración de diversos eventos culturales y de masas, conferencias científicas, en particular, lecturas de Krupnov, reuniones del Consejo de Teips de la República de Ingusetia y foros juveniles. Se pueden hacer talleres de arte y un museo etnográfico en cada piso. La instalación multifuncional de «La Torre de la Concordia (Torre Magás)» juega un papel importante en la consolidación de la sociedad ingusetia, ya que no pertenece a un teip, como se estableció hace muchos siglos, sino a todos los habitantes de la república. A una altura de 85 metros, la torre tiene una plataforma de cristal superresistente desde la que se puede ver una panorámica de la ciudad de Magás y sus alrededores.

## Historia

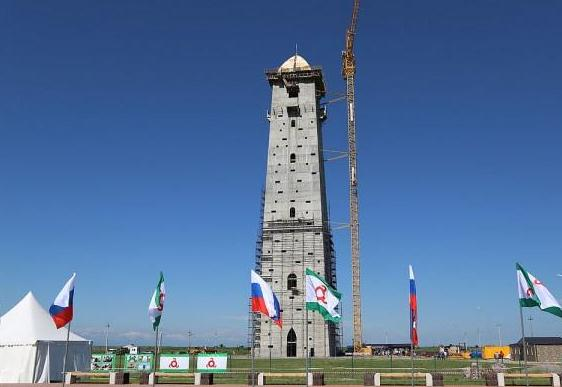
Construcción de la Torre en mayo del 2013.

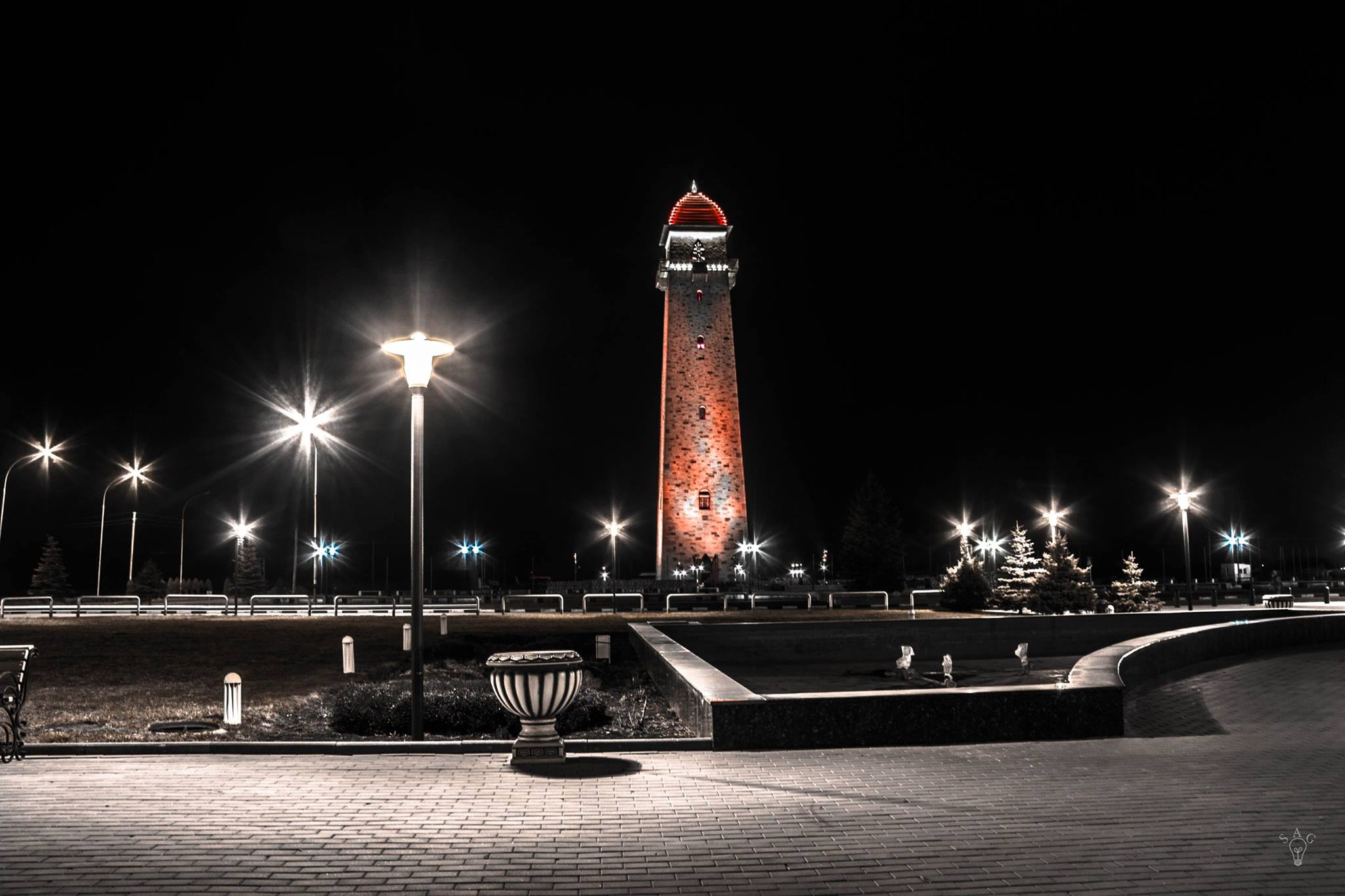
Torre de la Concordia, finalizada.

Desde la antigüedad, el clan tribal teip de Ingusetia habían construido sus torres ancestrales. Este tipo de construcción era un hogar confiable, de protección y personificación de la unidad de toda la familia. La Torre de la Concordia fue concebida como un símbolo común para todos los clanes ingusetios, uniendo a todos los pueblos de Ingusetia, y fue prevista en el plan maestro para la construcción de la nueva capital de Ingusetia, Magás.
El proyecto se llevó a cabo a expensas de los fondos personales del conocido empresario y filántropo Alikhan Kharsiyev. La construcción se inició en 2012. Se han considerado las normas de la antigua costumbre ingusetia de construcción de torres según las cuales su construcción debía ser completada dentro de los 365 días. Así, la construcción del edificio desde los cimientos hasta el techo piramidal (Ingusetia: Malkha Tkhov) se terminó en 2013.

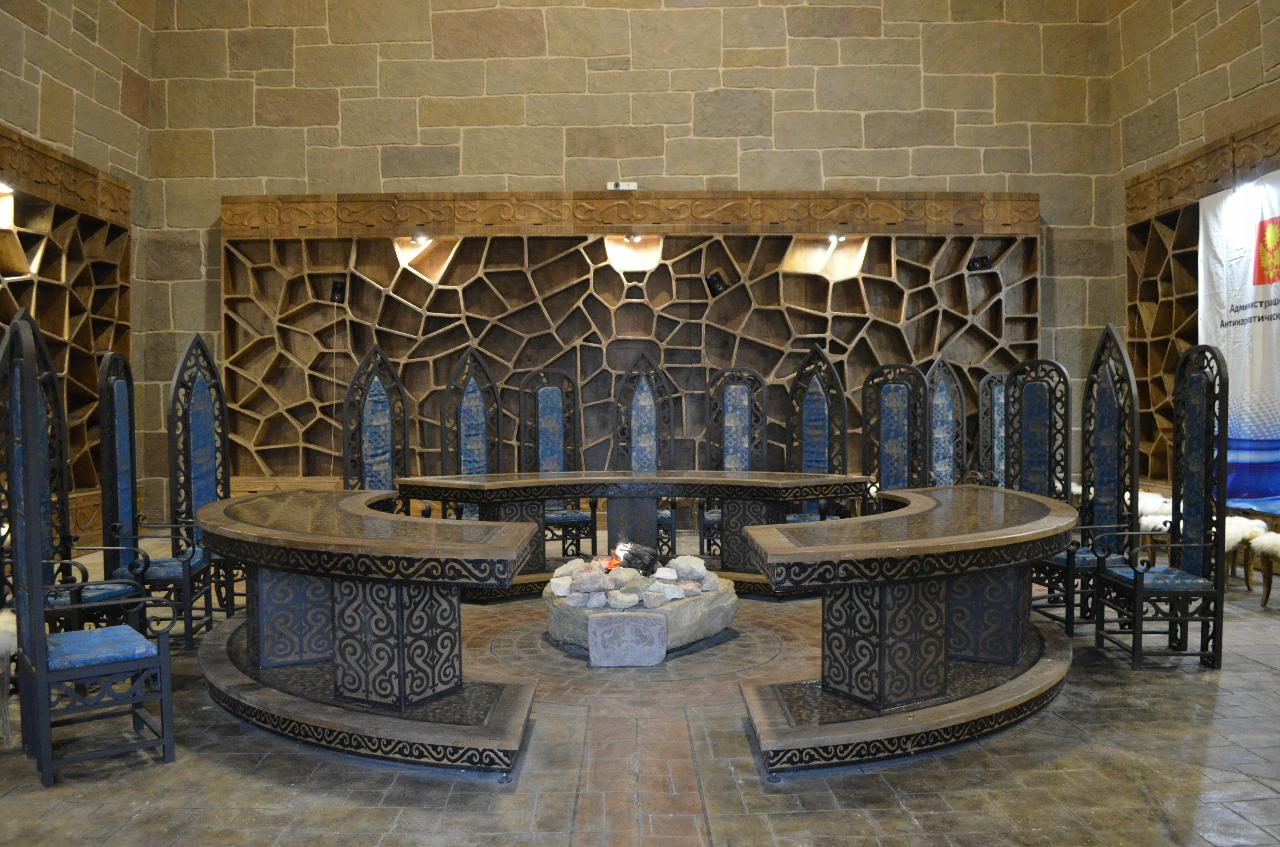
Interior de la torre.

Las paredes del interior de la torre están pintadas por artistas-diseñadores que dan al edificio un carácter y una personalidad propia. La reconstrucción de las imágenes de los famosos héroes de la mitología ingusetia - Kaloye-Kant, Seska Solsa y otros, así como las Amazonas ingusetias, decorarán las paredes de la torre de observación y reflejarán las características específicas del pueblo ingusetio y el sabor histórico. Las obras de la torre se llevaron a cabo teniendo en cuenta la opinión pública. Según el proyecto de la construcción se realizará un restaurante subterráneo, un pequeño centro comercial con parque y un aparcamiento.